# Taucherhandschuh

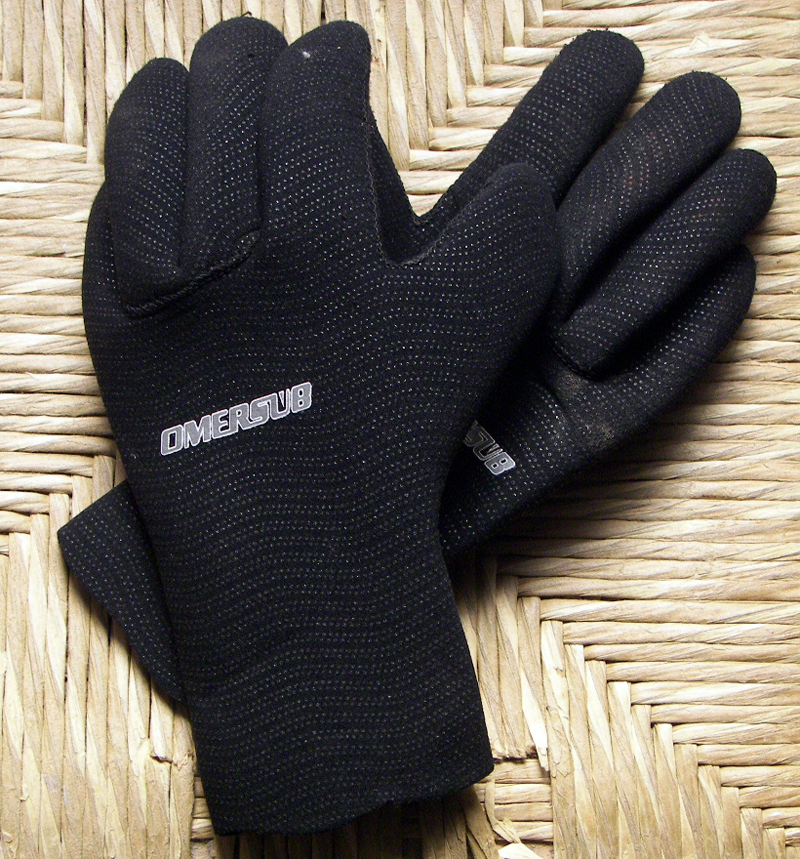
Nasshandschuh für Taucher

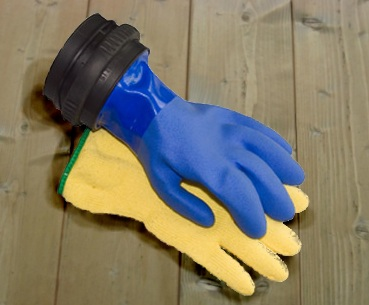
Trockenhandschuh mit Ringsystems und isoliertem Innenhandschuh

Beim Tauchen dienen Taucherhandschuhe in erster Linie dem Kälteschutz der Hände. Sie werden in der Regel getragen, wenn das Wasser kälter als 18 Grad Celsius ist, da die Finger sonst taub werden können und die Fingerfertigkeit reduziert wird. Taucherhandschuhe können aber auch vor mechanischen Verletzungen und vor Vernesselungen (Nesseltiere) schützen.

## Variationen
Man unterscheidet grundsätzlich drei Arten von Taucherhandschuhen (analog zum Tauchanzug):
- Nasshandschuhe sind die einfachste Form und bestehen aus ein bis sieben Millimeter starkem Neopren. Sie umschließen die Hand vollständig. Dazwischen verbleibt bei guter Passform nur ein minimaler Wasserfilm, der sich aufgrund der Isolationseigenschaften auf Hauttemperatur erwärmt. Der Kälteschutz erhöht sich mit zunehmender Materialstärke.
- Halbtrockenhandschuhe haben zusätzlich Doppelmanschetten am Handgelenk, zwischen die der Ärmel des Tauchanzugs gelegt werden kann. Das vermindert beim Bewegen der Hand den Austausch des angewärmten Wassers aus dem Handschuh mit kaltem Umgebungswasser.
- Trockenhandschuhe halten die Hände trocken. Dazu sind sie im Bereich des Handgelenks entweder mit einer Latexmanschette abgedichtet oder mit dem Trockentauchanzug fest verbunden. Das kann entweder permanent oder temporär mit Hilfe eines Ringsystems geschehen. Trockenhandschuhe isolieren meist nicht ausreichend gegen Kälte, weshalb darunter oft ein textiler Innenhandschuh getragen wird.

Eine Sonderform sind die so genannten Dreifingerhandschuhe: Bei ihnen stecken Mittel-, Ring- und kleiner Finger in einem gemeinsamen Fach, während Daumen und Zeigefinger separat umschlossen sind. Dadurch wird das Verhältnis von Oberfläche zu Volumen gegenüber herkömmlichen Fingerhandschuhen verändert und so die Isolierung der Wärme verbessert. Hinzu kommt noch, dass bei dieser Form größere Neoprendicken verwendet werden können.
Die Tauchindustrie bringt nahezu jedes Jahr neue Taucherhandschuhe mit innovativen Details wie Kevlar-Außenbeschichtung, Thermo-Titan-Beschichtungen oder ähnlichem auf den Markt.
Insbesondere Handschuhe mit höherer Materialstärke können die Fingerfertigkeit einschränken. Daher existieren zum Beispiel sogenannte Easy Gripper (‚Einfacher Greifer‘), die über die Kupplung des Inflators geschoben werden können und deren Bedienung mit Handschuhen vereinfachen sollen.

## Nutzungsverbote
In einigen Tauchgebieten ist das Tragen von Taucherhandschuhen untersagt, was die Taucher zu einem schonenderen Umgang mit der Unterwasserwelt und empfindlichen Riffen bewegen und somit zu deren Erhalt beitragen soll.
In Ägypten ist das Tragen von Tauchhandschuhen gesetzlich verboten.

## Tauchzeichen

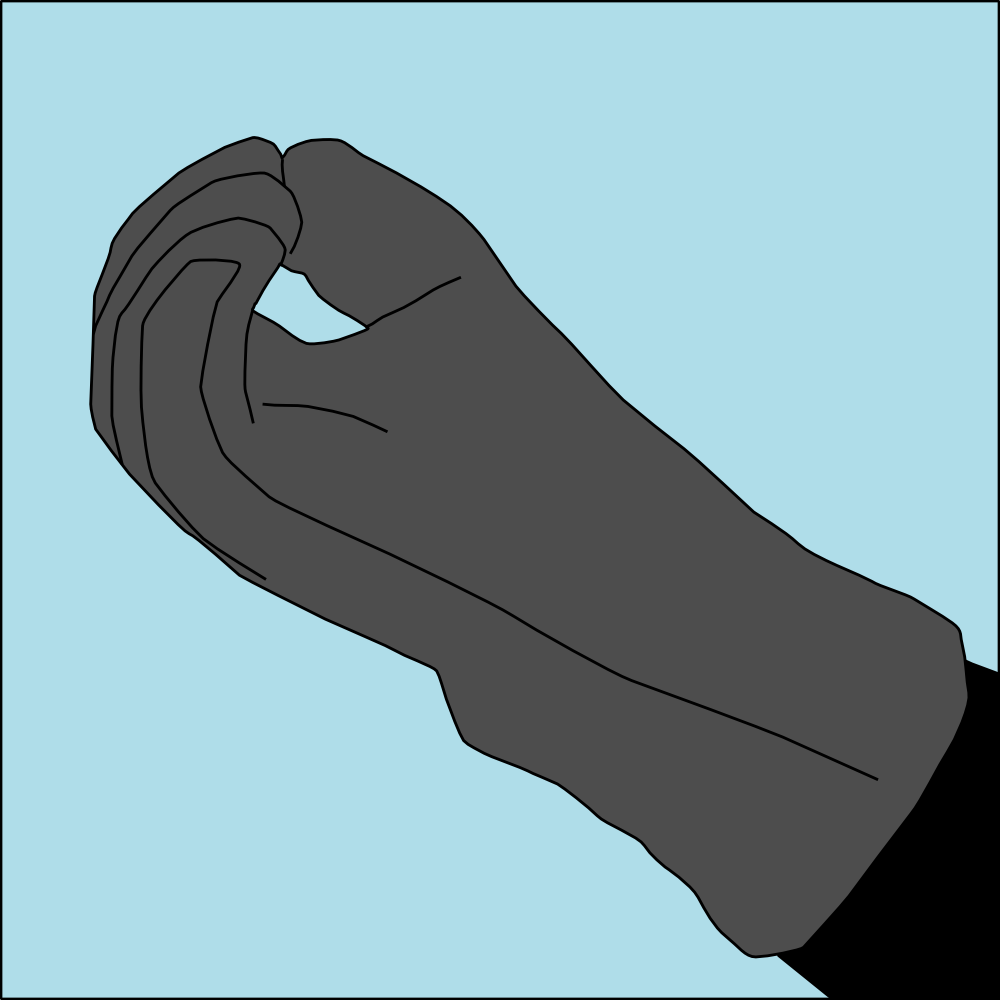
Ok-Zeichen mit Handschuhen

Da beim Tragen von dicken Taucherhandschuhen Tauchzeichen gegebenenfalls nicht deutlich genug gegeben werden können, existiert für das „Ok“-Zeichen eine alternative Variante. Dabei werden der Daumen und der Zeigefinger kreisförmig zusammengeführt, sodass sich die Fingerspitzen berühren. Mittel-, Ring- und kleiner Finger folgen der Form des Zeigefingers und werden nicht wie bei dem Standard-Ok-Zeichen abgespreizt.